# شکرچو
شکرچو (به لاتین: Şükürçü) یک منطقه مسکونی در جمهوری آذربایجان است که در شهرستان اسماعیللی واقع شده است.